# Vitec Group
Vivendum est un fabricant de supports (trépieds, monopodes...) pour appareil photo, caméra et éclairage. L'entreprise fait partie des leaders de ce marché et propose des produits professionnels de haute qualité.

## Historique
La société est créée en 1910 sous le nom de The William Vinten company.
La société a acheté Manfrotto en 1989, Gitzo en 1992 et Bogen Photo en 1993. En septembre 2017, la société rachète Lowepro et Joby.
En 1995, la société change de nom et devient The Vitec Group plc.
En 2022, la société change de nom et devient Vivendum.